# Lavarand

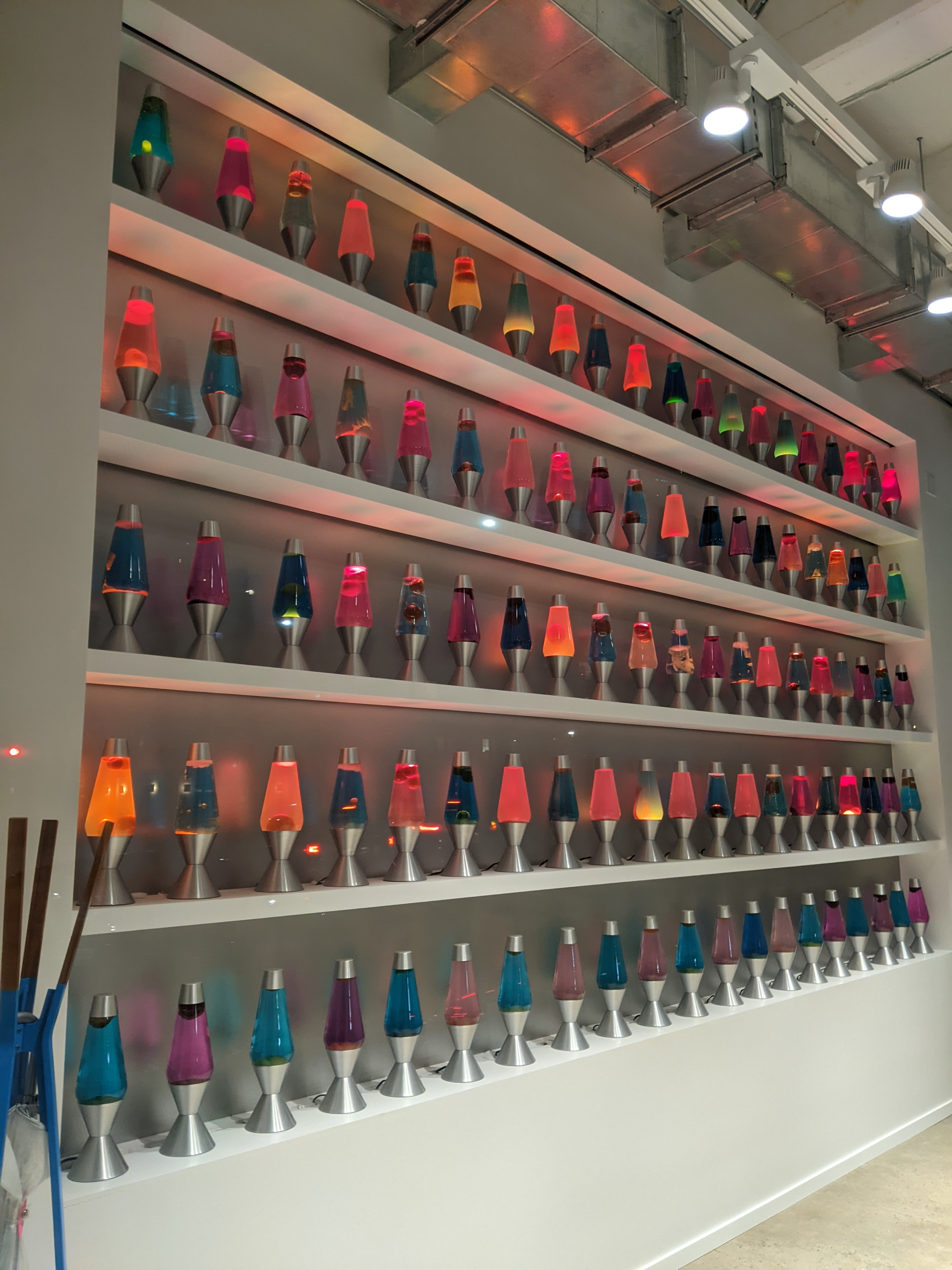
Un mur de lampes à lave dans les bureaux de Cloudflare.

Lavarand est un générateur de nombres aléatoires matériel créé par l'entreprise américaine Silicon Graphics.
Plus concrètement, il s'agit d'un dispositif utilisant des lampes à lave ce qui créé des motifs aléatoires, motifs qui sont photographiés afin d'en extraire des données pour alimenter un générateur de nombres pseudo-aléatoires.
L'invention a fait l'objet d'un brevet aux États-Unis[réf. nécessaire].
Depuis 2017, l'entreprise américaine Cloudflare maintient un système similaire de lampes à lave pour sécuriser le trafic Internet transitant par ses serveurs.